# Joseph Dunford Jr.
Joseph Francis Dunford, Jr. (nacido en Boston, Massachusetts el 8 de diciembre de 1955) es un General del Cuerpo de Marines de Estados Unidos, y Presidente del Estado Mayor Conjunto de los Estados Unidos desde el 25 de septiembre de 2015 hasta el 1 de octubre de 2019, cuando fue reemplazado por Mark A. Milley, además fue Comandante Adjunto N.º 32 de la Infantería de Marina desde el 23 de octubre de 2010 hasta el 15 de diciembre de 2012. Anteriormente se ordenó varias unidades, y se caracterizó por dirigir el quinto Regimiento de Marina durante la invasión de Irak de 2003. El 10 de febrero de 2013 Dunford fue designado para reemplazar al general Allen en la comandancia de la coalición OTAN-ISAF en la guerra.
El 26 de agosto de 2014 fue sustituido por el General John F. Campbell al mando de la ISAF, mientras que Dunford fue transferido a la jefatura del Cuerpo de Marines de los Estados Unidos.

## Educación
Nació en Boston, Massachusetts, y se graduó de la Universidad de Saint Michael en junio de 1977. Obtuvo una Maestría en Artes en Gobierno de la Universidad de Georgetown, así como Master de Artes en Relaciones Internacionales por la Escuela Fletcher de Derecho y Diplomacia de la Universidad Tufts.

## Carrera militar
Dunford, un nativo de Boston, es un veterano de 35 años de la Infantería de Marina. Fue comisionado como oficial en 1977 y se desempeñó como comandante de pelotón y compañía durante varios años antes de pasar a las funciones administrativas. tiene dos maestrías y es graduado de la Escuela de élite del Ejército  Ranger. 
A medida que Estados Unidos se movió hacia la guerra con Irak en 2003, Dunford - entonces un coronel - se encontró en la Primera Fuerza Expedicionaria de la Marina de servir como comandante del Equipo de Combate del Regimiento 5, la unidad que conduzca a la invasión de EE. UU., aprovechar los yacimientos de petróleo de Rumaila y luego la cabeza hacia Bagdad. 
Cuando los funcionarios avanzaron el momento de la invasión de un día, Dunford tenía sus fuerzas dispuestas a moverse en tres horas. Él inició el asalto con un cruce nocturno de la berma de 10 pies y antitanque zanja que separa Irak y Kuwait, moviéndose en la oscuridad en lugar de en la madrugada como se había previsto inicialmente. 
"Se ganó el título "Fighting Joe" por sus acciones durante la Operación Libertad Iraquí, cuando lideró el ataque inicial en Iraq (cruzar la berma en la línea de tiempo acelerado) y que lleva todo el camino a Bagdad", dijo el general James Mattis, jefe del Comando Central de Estados Unidos, y en la cual era comandante Dunford en Irak.